# تدوين (اصطلاح)
- تستخدم أنظمة الكتابة الفونوغرافية - من التعريف - الرموز لعرض مكونات اللغة المسموعة أي الكلام الذي يشير بدوره إلى أشياء أو أفكار. وتتمثل الأنواع الخمسة الرئيسية لنظام الترقيم الفونوغرافي في الألفبائية ونظام الكتابة المقطعية. ويزيد اتفاق بعض اللغات المكتوبة في ارتباطها برمز مكتوب أو غرافيم وصوت أو فونيم، ومن ثم فإنه من المعتبر أن تتضمن هذه اللغات دراسة الأسطح الفونيمية.
- يشير مصطلح الكتابة الأيدويغرامية، على أساس التعريف إلى أشياء أو أفكار بشكل منفصل عن نطقها في أية لغة. جميع أنظمة الترقيم المدرجة أدناه أيديوغرافية. كما تعتبر بعض الأنظمة الأيديوغرافية أنماط الرسم الصوري بحيث تنقل المعنى من خلال المشابهة التصويرية للشيء المادي.

## علم الحيوان والطب
- ترميز الحمض النووي
- الترقيم الرسومي لبيولوجيا الأنظمة (SBGN) -الترقيم المتعامد لأوصاف العملياتو علاقات الكيان وتدفقات النشاط
- علامات وصف النمط المستخدمة لوصف أنماط التسلسل
- الترقيم الوراثي الخلوي
- لغة نظام الطاقة

## الكيمياء
- الصيغ الكيميائية هي طريقة للتعبير عن معلومات عن الذرات تمثل مكونًا كيميائيًا خاصًا مثل H2O أو C6H12O6
- الصيغ البنائية هي أشكال تمثيلية للجزيئات

## الحوسبة
- BNF (صيغة باكوس نورم أو صيغة باكوس نورم) وEBNF (صيغة باكوس نورم الممتدة) هما أسلوبا الترقيم الرئيسيان للقواعد التي لا تعتمد على السياق.
- الترقيم المجري هو مصطلح تسمية للمعرفات في برمجة الكمبيوتر، حيث يشير فيه اسم المتغير أو الوظيفة إلى نوعه أو الاستخدام المقصود منه.
- لغات التمييز الرياضية هي علامات ترقيم خاصة بالكمبيوتر لتمثيل المعادلات الرياضية.

## الرقص والحركة
- ترقيم حركة بينيش يتيح التمثيل الرسومي لحركات جسد الإنسان
- ترقيم حركة لابان يتيح تمثيل حركات جسد الإنسان على أساس تدوين لابان
- ترقيم حركة إيشكول واكمان يتيح التمثيل الرسومي لحركات الجسد للأنواع الأخرى بالإضافة إلى البشر، وبالطبع أي نوع من الحركة (الحركات الجوية للطائرات على سبيل المثال)
- رموز أريستي للحركات الهوائية توفر طريقة لتمثيل مناورات الطائرات في العروض الجوية

## المنطق
مجموعة من الرموز التي تُستخدم للتعبير عن الأفكار المنطقية، انظر قائمة بالرموز المنطقية

## الرياضيات
- الترقيم الرياضي تستخدم لعرض الأنواع المختلفة من الأفكار الرياضية.
  - جميع أنواع الترقيم في قاعدة الاحتمالية
  - النظام الإحداثي الديكارتي، لعرض الموقع والمفاهيم الفضائية الأخرى في الهندسة التحليلية
  - ترقيم التفاضل، نماذج تمثيل عامة للمشتق الرياضي في التفاضل والتكامل
  - ترقيم O الكبير، يُستخدم كنموذج في التحليل لعرض العناصر الأقل أهمية لأحد التعبيرات، للإشارة إلى أنه سيتم إهمالها
  - ترقيم Z، هو ترقيم رسمي يُستخدم لتحديد الأشياء باستخدام نظرية مجموعة زيرميلو فرينكيل ومنطق المرتبة الأولى
  - الترقيم الترتيبي
  - ترقيم منشئ المجموعة، ترقيم رسمي يُستخدم لتعريف مجموعات في نظرية المجموعات
- الأنظمة التي تعرض أرقامًا كبيرة جدًا
  - ترقيم كونوي للأسهم المتسلسلة
  - ترقيم كانوث للأرقام المحددة فوق الأسهم
  - ترقيم شتاين هاوس موزر
- الأنظمة الرقمية ترقيم يستخدم في كتابة الأعداد، يشمل
  - الأرقام العربية
  - الأرقام الرومانية
  - الترقيم العلمي يُستخدم للتعبير عن الأرقام الكبيرة والصغيرة
  - الترقيم بقيمة العلامة، باستخدام العلامات أو الرموز لتمثيل الأرقام
  - الترقيم الموضعي يُعرف أيضًا بالترقيم على أساس قيمة المكان، يرتبط فيه كل موضع بالموضع التالي بواسطة مضاعف يُطلق عليه قاعدة النظام الرقمي
    - الترقيم الثنائي، هو ترقيم موضعي في القاعدة 2
    - الترقيم الثماني هو ترقيم موضعي في القاعدة 8، يُستخدم في بعض أجهزة الكمبيوتر
    - الترقيم العشري، هو ترقيم موضعي في القاعدة 10
    - الترقيم السداسي هو ترقيم موضعي في القاعدة 16، يُشاع استخدامه في أجهزة الكمبيوتر
    - ترقيم نظام العد الستيني نظام رقمي قديم في القاعدة 60
- انظر أيضًا جدول الرموز الرياضية - لمعرفة الرموز العامة والتعاريف الخاصة بها...

## الموسيقى
- الترقيم الموسيقي يتيح للمؤلف التعبير عن الأفكار الموسيقية في مقطوعة موسيقية يمكن قراءتها وتفسيرها أثناء الأداء من خلال موسيقي مدرب، وهناك طرق كثيرة للقيام بهذا (تم اقتراح مئات الطرق)، على الرغم من أن ترقيم المدرج الموسيقي يوفر أكثر الرموز الموسيقية الحديثة استخدامًا.

## الفيزياء
- رمز براكيت أو رمز ديراك، هو تمثيل آخر لاحتمالية الميكانيكا الكمية
- رمز الامتداد طريقة عامة لتمثيل حقل انجذابي في النسبية العامة
- مخطط فاينمان يتيح التمثيل الرسومي للمشاركة الاختلالية لسعة الانتقال أو وظيفة الترابط لنظرية الحقل الميكانيكية أو الاستاتيكية الكمية

## المصطلحات الخاصة بالطباعة
- رمز الزوائد، الترقيم الشائع للمعادلات الحسابية والمنطقية، مثل a+b-c
- الرمز البولندي أو «رمز البادئة» الذي يضع العلامة الرياضية قبل الكميات (الوسائط) مثل + a b
- الرمز البولندي العكسي أو «رمز اللاحقة» الذي يضع العلامة الرياضية بعد الكميات مثل a b +

## أنظمة أخرى
- تسجيل تفاصيل مباريات البيسبول، لعرض إحدى مباريات البيسبول
- رمز الشطرنج، لتمثيل التحركات في مباراة شطرنج
- استخدام الرموز في الحقبة الفنية الجديدة، لتمثيل إنشاء الصور البصرية باستخدام وسائط فيزيائية
- الرموز المجرية، لتمثيل نوع أو الاستخدام المقصود من متغير بالنسبة لاسمه في برمجة الكمبيوتر
- رموز وايت
- تم تطوير رموز مختلفة لتحديد التعبيرات العامة.